# Mercedes-Benz Classe GL
La Mercedes-Benz Classe GL è un fuoristrada di lusso prodotto dal 2006 al 2015 dalla casa automobilistica tedesca Mercedes-Benz, prima di venire sostituita dalla Classe GLS.

## Le serie
La Classe GL è nata per fronteggiare il proliferare di alcuni SUV di taglia extra-large che stavano diffondendosi in Europa e in Nordamerica, come per esempio l'Audi Q7 e la Cadillac Escalade. Dal 2006 al 2012 è stata prodotta la prima generazione del maxi-SUV di Stoccarda, indicata con la sigla X164. Nel 2012 ha debuttato la seconda generazione, siglata X166, che però, in occasione del restyling avutosi nell'autunno 2015, ha cambiato la denominazione in GLS, sancendo così la fine della sigla GL come denominazione commerciale.
| Mercedes-Benz X164 | Mercedes-Benz X166 |
| ------------------ | ------------------ |
|                    |                    |
| dal 2006 al 2012   | dal 2012 al 2015   |